# Vlag van Lubusz
De vlag van Lubusz werd aangenomen op 26 juni 2000. Er zijn twee varianten: de civiele vlag en de dienstvlag.
|  |  |

Beide versies bestaan uit vier horizontale banen in de kleuren (vanaf boven) geel, wit, rood en groen. De kleuren van de vlag zijn ontleend aan het provinciale wapen. De dienstvlag toont daarnaast in het midden van de vlag het provinciale wapen, dat in de civiele vlag ontbreekt.